# Minami-ke
Minami-ke (みなみけ Nam gia) là bộ truyện tranh của tác giả Sakuraba Koharu, cũng là tác giả của  Kyō no Go no Ni (today in class 5-2). Câu truyện đời thường, có những tình huống hài hước xung quanh cuộc sống của 3 chị em: Haruka, Kana, và Minami Chiaki. Anime được sản xuất bởi Doumu và phân phối bởi  StarChild, bắt đầu khởi chiếu từ ngày 7 tháng 10 năm 2007. Đã phát hành được 3 season TV series: Minami-ke, Minami-ke: Okawari và Minami-ke: Okaeri.

## Nhân vật

### Gia đình nhà Minami
Minami Haruka (南 春香 Nam Xuân Hương)
Lồng tiếng bởi: Satō Rina
Chị cả trong nhà Minami đang học cấp 3 (trung học phổ thông), tính tình rất hiền lành và đảm đang, tháo vát, gánh hầu như mọi công việc trong gia đình và dạy dỗ hai đứa em gái. Thời học trung học cơ sở có tiếng tăm là bang chủ, nhưng thật ra đó là tin đồn thất thiệt. Haruka tuy bình thường rất dễ tính nhưng khi nổi giận lại rất đáng sợ.
Minami Kana (南 夏奈 Nam Hạ Nại)
Lồng tiếng bởi: Inoue Marina
Kana là chị thứ trong nhà Minami đang học cấp 2 (trung học cơ sở), tình tính rất hiếu động, nhưng lại lười biếng, thường trêu chọc và gây gổ với Chiaki nhưng lại rất sợ chị hai.
Minami Chiaki (南 千秋 Nam Thiên Thu)
Lồng tiếng bởi: Chihara Minori
Chiaki là em út trong nhà Minami, đang học cấp 1 (tiểu học), Chiaki luôn có đôi mắt nặng trĩu như đang buồn ngủ, Chiki luôn thể hiện không thua kém Kana, Chiaki luôn phân tích mọi sự việc theo ý mình. Có lần phân tích thư tình của bạn trai Kana thành thư khiêu chiến. Chiki rất thích chị cả nhưng lại ghét chị thứ. Ở trường Chiaki được tự đặt biệt danh là công chúa, và đặt biệt danh cho các thành viên trong lớp.

### Các nhân vật khác
Minami Tōma (南 冬馬 Nam Đông Mã)
Lồng tiếng bởi: Mizuki Nana
Minami Haruo (南 ハルオ Nam Xuân Hùng)
Voiced by: Shinji Kawada
Minami Natsuki (南 ナツキ Nam Hạ Thọ) 
Voiced by: Hiroyuki Yoshino
Minami Akira (南 アキラ Nam Thu La)
Voiced by: Tatsuya Hayama